# Helmut Huxley
Helmut Huxley (ur. 3 kwietnia 1995) – czeski aktor gejowskich filmów pornograficznych.

## Kariera
Karierę branży pornograficznej rozpoczął w 2014, w wieku 19 lat, nawiązując współpracę z wytwórnią BelAmi.
W 2018 odebrał branżową statuetkę Str8UpPorn Award w kategorii „Nagroda fanów – Ulubiony aktor uniwersalny”.

## Nagrody i nominacje
| Rok  | Nagroda               | Kategoria                                  | Film                                           | Inni wykonawcy                             | Rezultat  |
| ---- | --------------------- | ------------------------------------------ | ---------------------------------------------- | ------------------------------------------ | --------- |
| 2016 | Cybersocket Web Award | Najlepsza gwiazda porno                    | –                                              | –                                          | Nominacja |
| 2017 | Grabby Award          | Najlepszy aktor uniwersalny                | –                                              | –                                          | Nominacja |
| 2017 | Grabby Award          | Najgorętszy pasyw                          | –                                              | –                                          | Nominacja |
| 2017 | Grabby Award          | Najgorętszy penis                          | –                                              | –                                          | Nominacja |
| 2017 | Grabby Award          | Wykonawca roku                             | –                                              | –                                          | Nominacja |
| 2017 | Grabby Award          | Najlepszy rimming                          | All for One                                    | Kevin Warhol                               | Nominacja |
| 2017 | Grabby Award          | Najlepszy seks w trójkącie                 | –                                              | Jerome Exupery i Hoyt Kogan                | Nominacja |
| 2018 | Grabby Award          | Twink                                      | –                                              | –                                          | Nominacja |
| 2018 | Grabby Award          | Najlepszy aktor uniwersalny                | –                                              | –                                          | Nominacja |
| 2018 | Grabby Award          | Najgorętszy penis                          | –                                              | –                                          | Nominacja |
| 2018 | Grabby Award          | Wykonawca roku                             | –                                              | –                                          | Nominacja |
| 2018 | GayVN Award           | Nagroda fanów – Ulubiony twink             | –                                              | –                                          | Nominacja |
| 2018 | GayVN Award           | Najlepsza scena z twinkami                 | Summer Break: Jeff, Roald, Helmut, Marcel Pt 1 | Jeff Mirren, Roald Ekberg i Marcel Gassion | Nominacja |
| 2018 | Str8UpGayPorn Award   | Najlepsza scena seksu grupowego            | Summer Break: Jeff, Roald, Helmut, Marcel Pt 1 | Jeff Mirren, Roald Ekberg i Marcel Gassion | Nominacja |
| 2018 | Str8UpGayPorn Award   | Nagroda fanów – Ulubiony aktor uniwersalny | –                                              | –                                          | Wygrana   |
| 2020 | Str8UpGayPorn Award   | Ulubiona gwiazda międzynarodowa            | –                                              | –                                          | Wygrana   |